# Emmanuel Uchenna
Emmanuel Uchenna Aririerisim (* 4. prosince 2003) je nigerijský profesionální fotbalista, který hraje na pozici středního obránce za český klub AC Sparta Praha.

## Klubová kariéra

### Baník Ostrava
Uchenna přišel do Evropy z vyhlášené nigerijské akademie 36 Lion v roce 2023, kdy podepsal smlouvu s českým klubem FC Baník Ostrava. V březnu odešel na půlroční hostování do třetiligových Vítkovic, kde během jara nastoupil do čtyř soutěžních utkání.

#### Hlučín (hostování)
V létě 2023 odešel Uchenna na další hostování do třetiligového týmu, tentokráte na půlrok posílil nedaleký Hlučín vedený Ondřejem Smetanou. Během podzimní části sezony se stal stabilním členem základní sestavy, nastoupil do 10 ligových zápasů a pomohl Hlučínu k průběžnému pátému místu v MSFL.

#### Sezona 2023/24
Po návratu z hostování působil Uchenna ve třetiligové rezervě ostravského Baníku. Jako stabilní člen základní sestavy pomohl jedním gólem ve třinácti zápasech k postupu do druhé nejvyšší soutěže z prvního místa. 26. května se poprvé objevil na lavičce A-týmu, a to při výhře 6:0 nad Slováckem v posledním utkání sezony 2023/24.

#### Sezona 2024/25
Před začátkem sezony 2024/25 byl Uchenna přeřazen trenérem Pavlem Hapalem do prvoligového A-týmu. Svůj debut si odbyl 28. července 2024, kdy odehrál celé utkání druhého kola proti Jablonci. 11. srpna vstřelil Uchenna svůj první gól v dresu Baníku, a to při výhře 1:0 nad Hradcem Králové. Během podzimní části sezony se Uchenna stal stabilním členem základní sestavy trenéra Hapala.

### AC Sparta Praha
Dne 19. prosince 2024 podepsal víceletý kontrakt ve Spartě.